# Xã Peninsula, Michigan
Xã Peninsula (tiếng Anh: Peninsula Township) là một xã thuộc quận Grand Traverse, tiểu bang Michigan, Hoa Kỳ. Năm 2010, dân số của xã này là 5.433 người.